# Marc Faber
Marc Faber, švicarski ekonomist in poslovnež, * 28. februar 1946, Ženeva, Švica.
Ukvarja se z analizo investicij, podjetništvom in publicistiko. Znan je predvsem po svojih neortodoksnih pogledih na svetovno gospodarstvo, ki jih objavlja v mesečnih poročilih z naslovom Gloom, Boom & Doom Report. Zagovarja denimo propad ameriškega dolarja in papirnatih valut nasploh.
Širši javnosti je postal znan leta 1987, ko je svojim strankam svetoval umik iz borze teden dni pred oktobrskim zlomom. Pravilno je napovedal tudi svetovno gospodarsko krizo leta 2007 in več manjših trendov, pri katerih se je največkrat motil le pri napovedi časovnega okvirja.
Nastopa tudi kot televizijski komentator in predavatelj. V sklopu predavateljskih turnej je že večkrat obiskal tudi Slovenijo. Trenutno živi in dela na Tajskem.